# Mackensen-Klasse
Die Mackensen-Klasse war eine Klasse von Schlachtkreuzern der deutschen Kaiserlichen Marine, die aufgrund der Niederlage im Ersten Weltkrieg nicht mehr fertiggestellt werden durften. Sie waren Nachfolger der Derfflinger-Klasse, Namensgeber des Typschiffs war Generalfeldmarschall August von Mackensen. Ursprünglich waren sieben Schiffe für die Klasse geplant. Die letzten drei sollten nach veränderten Plänen als Ersatz-Yorck-Klasse gebaut werden, auch dies unterblieb aufgrund der Niederlage des Kaiserreichs.

## Geschichte

### Planung
Die ersten drei Schiffe der Klasse waren als Ersatzbauten für zwei veraltete geschützte Kreuzer der Victoria-Louise-Klasse, die Victoria Louise und die Freya, sowie den auf der Doggerbank untergegangenen Panzerkreuzer Blücher vorgesehen. Lediglich das vierte Schiff sollte ein Vermehrungsbau sein, wurde dann aber als Ersatz für den am 17. November 1914 untergegangenen Panzerkreuzer Friedrich Carl bestimmt. Nur die Mackensen wurde bereits im Frieden bestellt, das zweite Schiff wurde aus Mitteln für das Haushaltsjahr 1915 geordert, die übrigen fünf Schiffe dann im Rahmen des Kriegsbauprogramms von 1916.

### Entwurf
Die Schlachtkreuzer der Mackensen-Klasse waren Weiterentwicklungen der vorangegangenen Derfflinger-Klasse, deren Eigenschaften sich als sehr günstig erwiesen hatten: die Schiffe waren kampfstark und standfest bei gleichzeitiger hoher Geschwindigkeit. Die Mackensen-Klasse sollte den jüngsten Entwicklungen in der Seekriegstechnik Rechnung tragen, was vor allem eine Kalibersteigerung von den bisherigen 30,5-cm-Geschützen zu 35-cm-Geschützen bedeutete. Während der Projektierungsphase wurde die eigentlich avisierte Zahl von Geschützen der Mittelartillerie im Kaliber 15 cm von 14 auf 12 verringert. Ursprünglich war sogar der Einbau von 38-cm-Geschützen vorgesehen, wegen befürchteter Größen- und Gewichtsprobleme sowie der Doktrin des Reichsmarineamtes, die auf Großen Kreuzern kleinere Geschütze als auf Schlachtschiffen vorsah, sah man jedoch zunächst davon ab. Nach Bekanntwerden von Details der britischen Schlachtkreuzer der Admiral-Klasse (Hood) sowie der Kiellegung der Renown-Klasse wurden die letzten drei Schiffe, beginnend mit der Ersatz Yorck noch einmal überarbeitet und sollten doch noch mit 38-cm-Geschützen ausgestattet werden.
Wie ihre Vorgänger waren die neuen Schiffe Glattdecker ohne Back oder Achterdeck, neben der Kalibersteigerung waren sie auch etwas schneller, verdrängten aber auch etwa 4.000 t mehr. Erstmals wurde ein Bugwulst eingeführt. Auch die Mackensen-Klasse setzte auf eine gemischte Kohle-Öl-Feuerung, eine wesentliche Neuerung war jedoch der Einbau sogenannter Marschturbinen, welche auf Marschfahrt den Brennstoffverbrauch reduzieren sollten.

### Schicksal

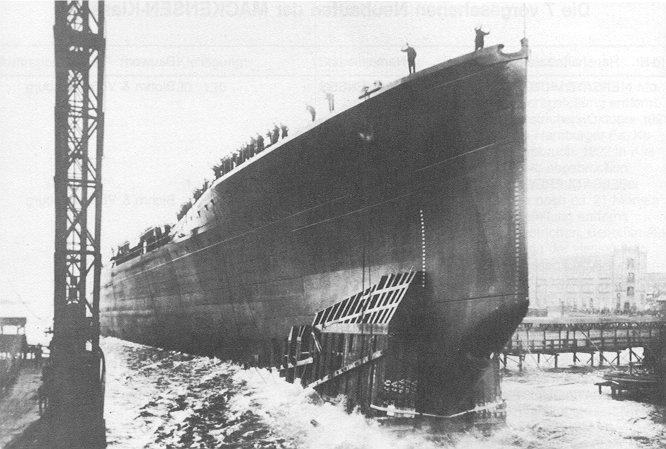
Stapellauf der Mackensen bei Blohm & Voss am 17. April 1917

Keines der Schiffe wurde fertiggestellt. In den letzten Kriegsjahren hatten sich die Prioritäten beim Schiffbau zugunsten leichterer Einheiten (v. a. U-Booten) verschoben, so dass sich der Bau von Großkampfschiffen verlangsamte. Bei Kriegsende war die Mackensen etwa 15 Monate von der Fertigstellung entfernt, die Ersatz Freya, noch auf der Helling von Blohm & Voss, ca. 21 Monate, Graf Spee (Bauwerft Schichau-Werke Danzig) 12 Monate und Ersatz Friedrich Carl auf der Kaiserlichen Werft Wilhelmshaven noch deutlich länger. Nach den Bestimmungen des Versailler Vertrages durften die Schiffe nicht mehr fertiggestellt werden. Kurzzeitig war 1920 ein Umbau zu Tankmotorschiffen mit je 18.500 tdw im Gespräch, der aber wegen Unwirtschaftlichkeit verworfen wurde. Ersatz Freya lief am 13. März 1920 behelfsmäßig vom Stapel, um die Helling zu räumen. Von den Werftarbeitern wurde das Schiff spöttischerweise nach dem amtierenden Reichswehrminister Noske getauft – seitens des Reichsmarineamtes war der Name Prinz Eitel Friedrich vorgesehen gewesen – und anschließend sofort abgewrackt. Die anderen Schiffe wurden bis 1922 ebenfalls verwertet.

## Liste der Schiffe
| Name                                             | Bauwerft                                                          | Kiellegung                                                        | Stapellauf                                                        | Verbleib                                                          |
| ------------------------------------------------ | ----------------------------------------------------------------- | ----------------------------------------------------------------- | ----------------------------------------------------------------- | ----------------------------------------------------------------- |
| Mackensen                                        | Blohm & Voss, Hamburg                                             | 30. Januar 1915                                                   | 17. April 1917                                                    | 1923/24 in Kiel abgewrackt                                        |
| Graf Spee                                        | Schichau-Werke, Danzig                                            | 30. November 1915                                                 | 15. September 1917                                                | Baustopp am 17. November 1918, 1921 bis 1923 in Kiel abgewrackt   |
| Ersatz Freya                                     | Blohm & Voss, Hamburg                                             | 1. Mai 1915                                                       | 1921 in Hamburg abgewrackt                                        | 1921 in Hamburg abgewrackt                                        |
| Ersatz Friedrich Carl                            | Kaiserliche Werft, Wilhelmshaven                                  | 3. November 1915                                                  | abgewrackt                                                        | abgewrackt                                                        |
| Ersatz Yorck Ersatz Gneisenau Ersatz Scharnhorst | Nach konstruktionsbedingten Änderungen als eigene Klasse geführt. | Nach konstruktionsbedingten Änderungen als eigene Klasse geführt. | Nach konstruktionsbedingten Änderungen als eigene Klasse geführt. | Nach konstruktionsbedingten Änderungen als eigene Klasse geführt. |